# مارسيو لاسيردا
مارسيو لاسيردا (ولد في 22 يناير 1946) هو العمدة السابق لبيلو هوريزونتي في ولاية ميناس جيرايس بالبرازيل. مارسيو لاسيردا عضو في الحزب الاشتراكي البرازيلي.